# توسين كيهيندي
توسين كيهيندي (بالإنجليزية: Tosin Kehinde)‏ هو لاعب كرة قدم نيجيري في مركز الوسط، ولد في 18 يونيو 1998 في لاغوس في نيجيريا. لعب مع نادي راندرس.

## وصلات خارجية
- توسين كيهيندي على موقع قاعدة بيانات كرة القدم.إي يو (الإنجليزية)
- توسين كيهيندي على موقع Soccerway.com (الإنجليزية)